# Гидрид цинка
Гидри́д ци́нка — бинарное неорганическое соединение цинка и водорода с формулой ZnH2. Является белым кристаллическим веществом без запаха, которое медленно разлагается при комнатной температуре. Не смотря на это, гидрид цинка является самым стабильным из бинарных гидридов переходных металлов первого ряда.

## Получение
- Действие диметилцинка на алюмогидрид лития в эфире:

{\displaystyle {\mathsf {Zn(CH_{3})_{2}+2LiAlH_{4}\ {\xrightarrow {40^{o}C}}\ ZnH_{2}\downarrow +2LiAlH_{3}(CH_{3})}}}

## Физические свойства
Гидрид цинка образует белые кристаллы.
Не растворяется в эфире.

## Химические свойства
Гидрид цинка медленно разлагается на металлический цинк и газообразный водород при комнатной температуре, причем разложение ускоряется при нагреве выше 90 °C:
{\displaystyle {\ce {ZnH2 -> Zn + H2 ^}}}
Гидрид цинка легко окисляется и чувствителен к воздуху и влаге. Медленно гидролизуется водой, бурно водными растворами кислот, что указывает на возможную пассивацию из-за образования поверхностного слоя ZnO.